# Toni Müller
Anton Müller, detto Toni (10 maggio 1984), è un giocatore di curling svizzero.

## Biografia
Partecipò ai XXI Giochi olimpici invernali edizione disputata a Vancouver nella Columbia Britannica, (Canada) nel febbraio del 2010, riuscendo ad ottenere la medaglia di bronzo nella squadra svizzera con i connazionali Jan Hauser, Markus Eggler, Simon Strübin e Ralph Stöckli.
Nell'edizione la nazionale norvegese ottenne la medaglia d'argento, la canadese quella d'oro.